# Новозеландский красный кролик
Новозеландский красный — скороспелая порода кроликов среднего размера мясо-шкуркового направления с ярким окрасом меха.

## Описание породы
Новозеландский красный — порода кроликов мясо-шкуркового направления. Это скороспелые кролики среднего размера, с живой массой 4—5 кг, крепкой конституцией и эффектным окрасом от огненно-рыжего до насыщенного тёмно-красного и красно-коричневого.
Высокая энергия роста в возрасте до 3—4 месяцев делает новозеландских красных кроликов привлекательными не только внешне, но и с точки зрения разведения на мясо в личных подсобных хозяйствах. На крупных фермах они используются для получения сложных высокопродуктивных гибридов.
НЗК хорошо себя чувствуют в различных климатических условиях, таким образом подходят для уличного содержания, а хорошая опушённость лап позволяет содержать их на сетчатом полу.
Самки НЗК как правило крупнее самцов, имеют облегченный тип головы и немного удлиненное туловище. Крольчихи достаточно плодовиты, в среднем по 8—10 крольчат в окроле, отличаются хорошей молочностью и материнскими качествами.

### Вес. Таблица роста
Минимальный вес 3,5 кг, максимальный — 5 кг, идеальный — 4—4,7 кг.
Примерные привесы по месяцам в нормальных условиях:
| возраст (месяц) | масса (кг) |
| 1               | 0,6        |
| 2               | 1,4        |
| 3               | 2,3        |
| 4               | 2,9        |
| 5               | 3,2        |
| 6               | 3,5        |
| 7               | 3,8        |
| 8               | 4,0        |

### Телосложение
Туловище цилиндрической формы, мускулистое, длиной 47—50 см. Шея короткая, грудь глубокая и широкая, спина мясистая, широкая и короткая с хорошо развитой пояснично-крестцовой частью, круп широкий и округлый, хорошо развитые толстые короткие конечности. У немолодых самок допускается небольшой подгрудок.

### Мех
Шерсть средней длины 3—3,5 см, густая, упругая и шелковистая, с блеском. Шерсть не должна быть мягкой, в то же время остевой волос не должен быть жестким. Выраженная опушённость лап. Уши также хорошо покрыты шерстью.

### Голова, уши
Голова сильная, лоб и морда широкая, выраженные щеки. Уши плотные, длиной 11—12,5 см, хорошо опушены.

### Окрас
Окрас — яркий, желто-рыжий, огненно-красный, красно-коричневый, тёмный красно-коричневый. Предпочтительным является насыщенный тёмно-красный, равномерный по всему телу, с блеском. Обводка вокруг глаз, живот, подхвостье и опушение лап светлее, но не белого цвета, как можно ближе к основному окрасу. Окрас на ушах равномерный, без затемнений к краям. Подшёрсток окрашен в красный цвет как можно ближе к коже. Глаза коричневые, когти тёмные.

## Происхождение породы
Вопреки своему названию, родиной Новозеландских красных кроликов является США, штат Калифорния. Именно здесь в начале XX века усилиями местных фермеров началось развитие этой породы.
Сначала это был полудикий кролик с необычным желто-рыжим окрасом, который не только отличался своей шкуркой, но и быстро рос. По одной из версий, эти полудикие кролики были импортированы из Новой Зеландии, и отсюда произошло название породы. С помощью пород Бельгийский Заяц, Фландр и Серебристый селекционерам удалось развить мясные качества «новозеландских» кроликов. Благодаря скороспелости и высоким темпам набора веса, порода получила широчайшее распространение в штате Калифорния, где была создана целая индустрия по производству мяса кролика и поставкам его на мировой рынок.
В 1910 году на выставке в США впервые была представлена порода новозеландский красный.
Через несколько лет, ещё до первой мировой войны первые экземпляры НЗК попали в Европу. Сначала во Францию и Англию, затем их стали разводить в Швейцарии и Голландии.
В 1930 году Новозеландские красные кролики были привезены из Англии в Германию, но не укрепились как промышленная мясная порода.
К 1990-м годам порода стала популярной и широко распространенной.

## Галерея

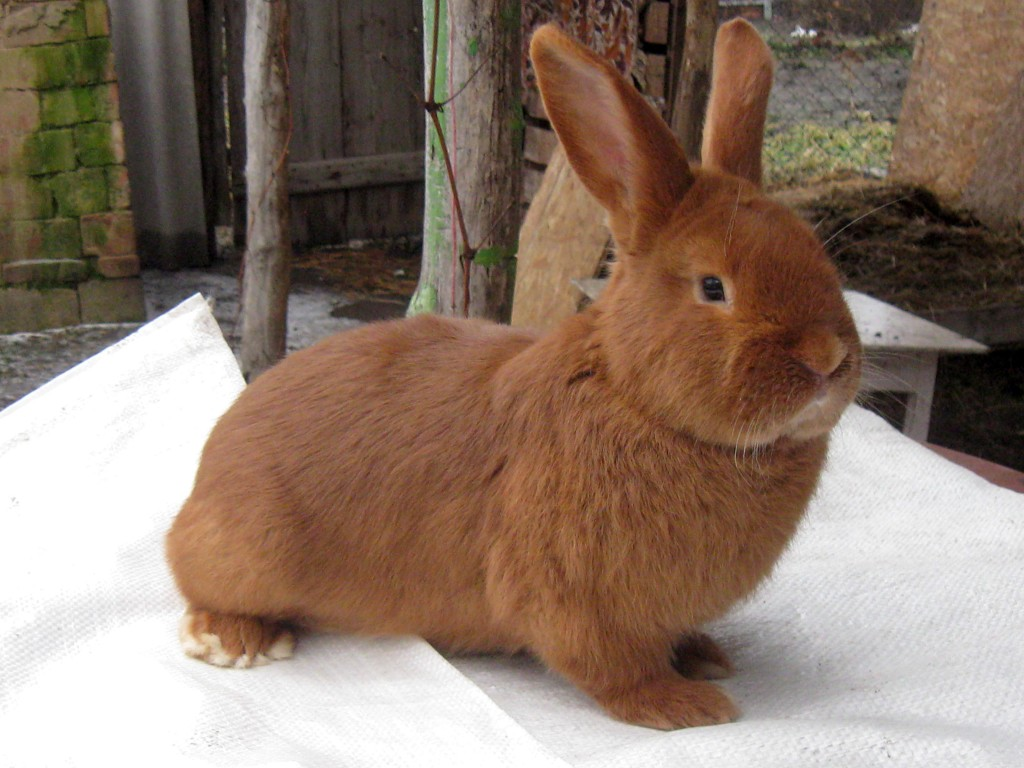
Новозеландский красный, молодой самец
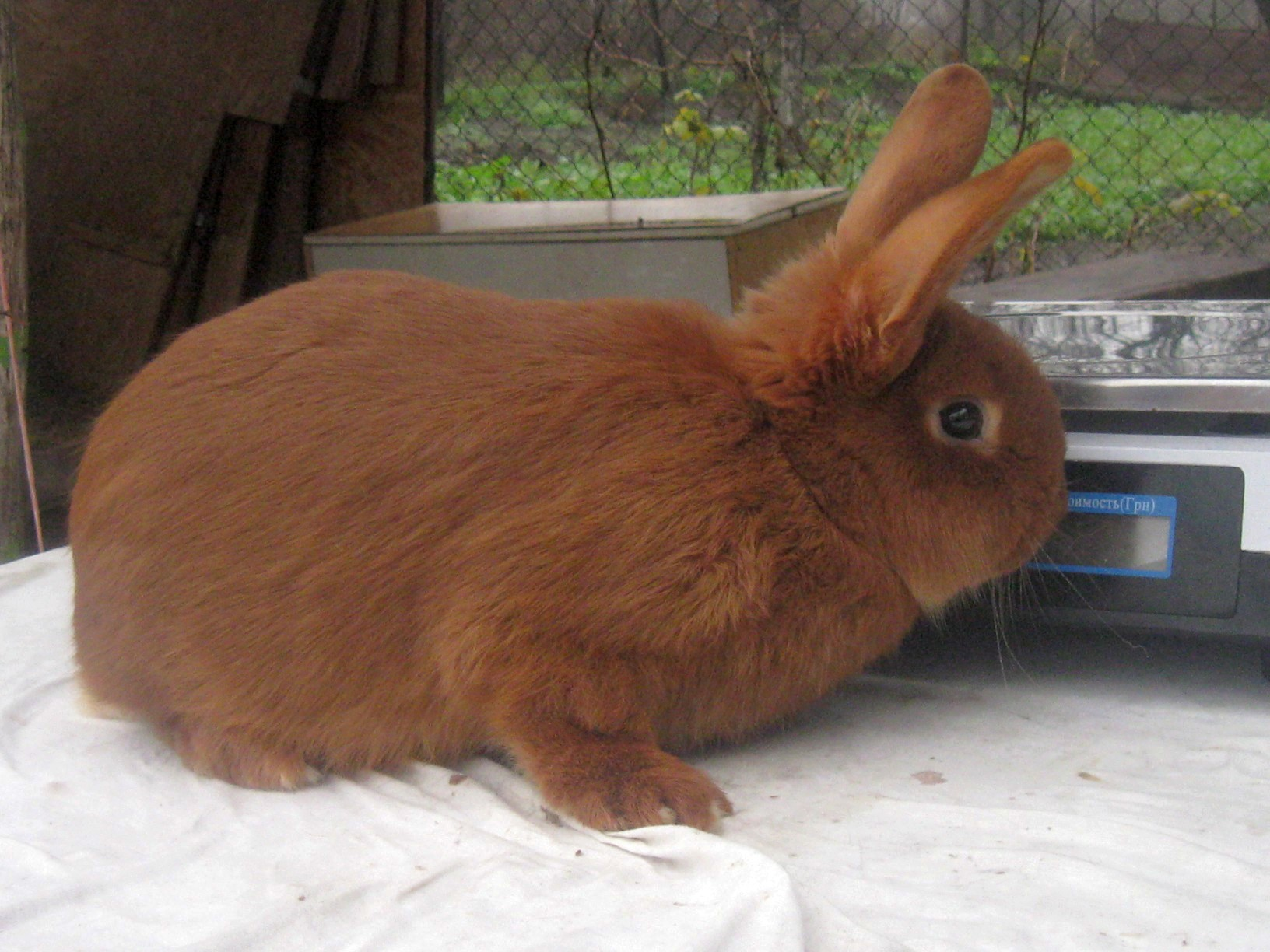
Новозеландский красный, молодая самка
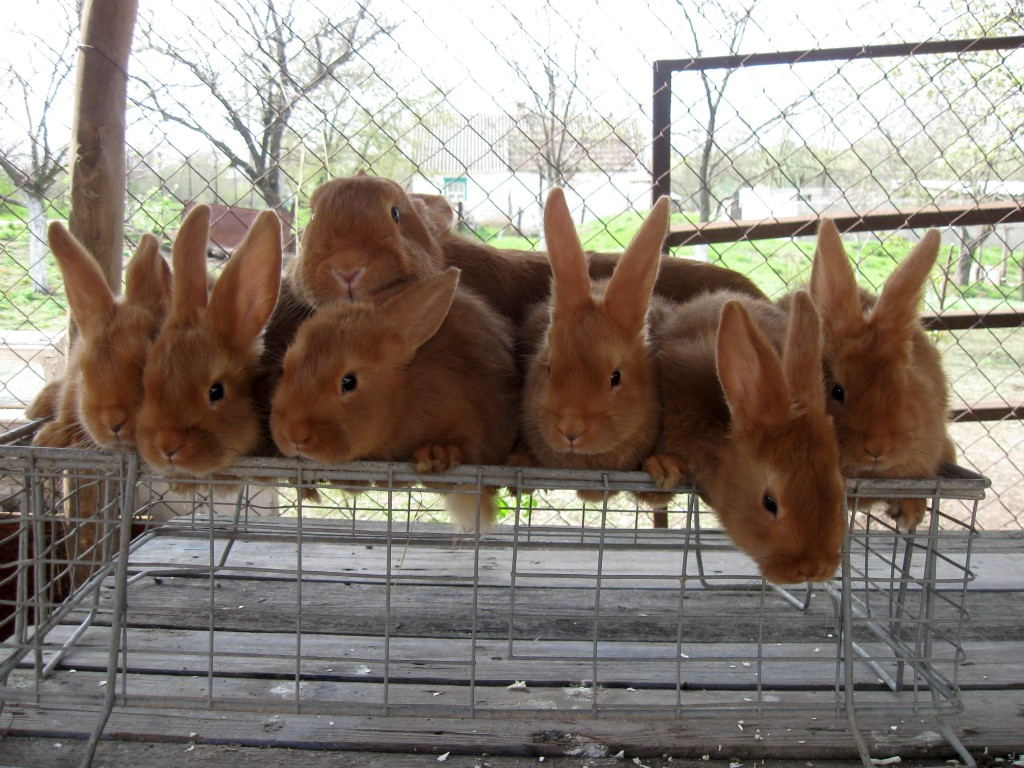
Новозеландский красный, самка с крольчатами
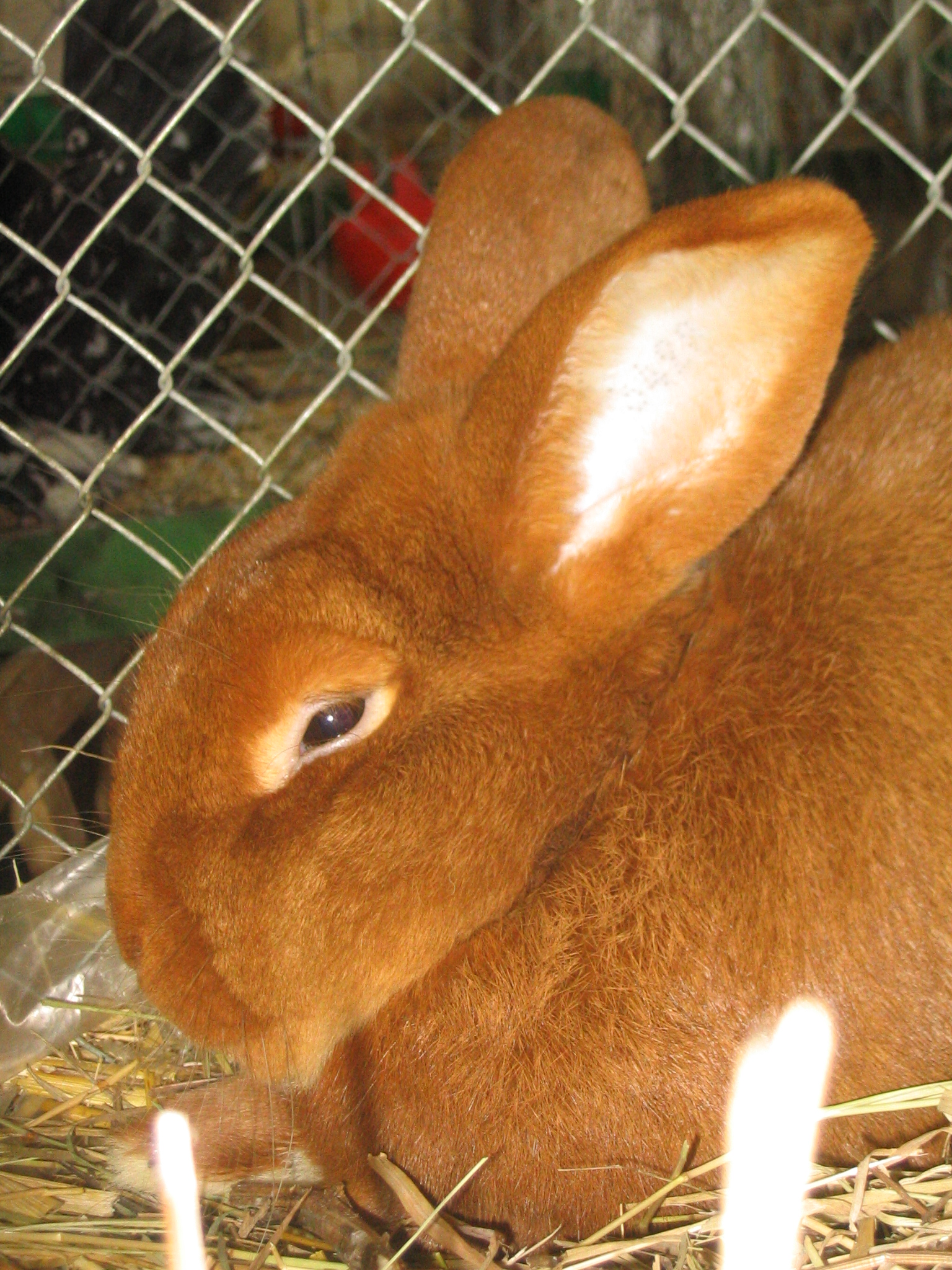
Новозеландский красный кролик